# 马修·多米尼克
马修·斯图尔特·多米尼克（英語：Matthew Stuart Dominick，1981年12月7日—），是一位美国NASA宇航员，2017年6月入选NASA第二十二组宇航员。他曾执行过SpaceX載人8號 (远征70/71/72)任务。

## NASA事业
2017年6月多米尼克入选NASA第二十二组宇航员，随后，他开始了为期两年的培训。
2023年他被选为SpaceX載人8號任务的指挥官。